# Inishmurray
Inishmurray ist eine heute unbewohnte Insel etwa 7,0 km vor der Küste des County Sligo, in Irland. Der Heilige St. Molaise (oder Laisren) gründete auf der 1600 Meter langen, etwa 800 Meter breiten und maximal 22 Meter hohen Insel im 6. Jahrhundert ein Kloster, das von einem wesentlich älteren Cashel umschlossen wird, das als frühkirchliche Einfriedung gilt.

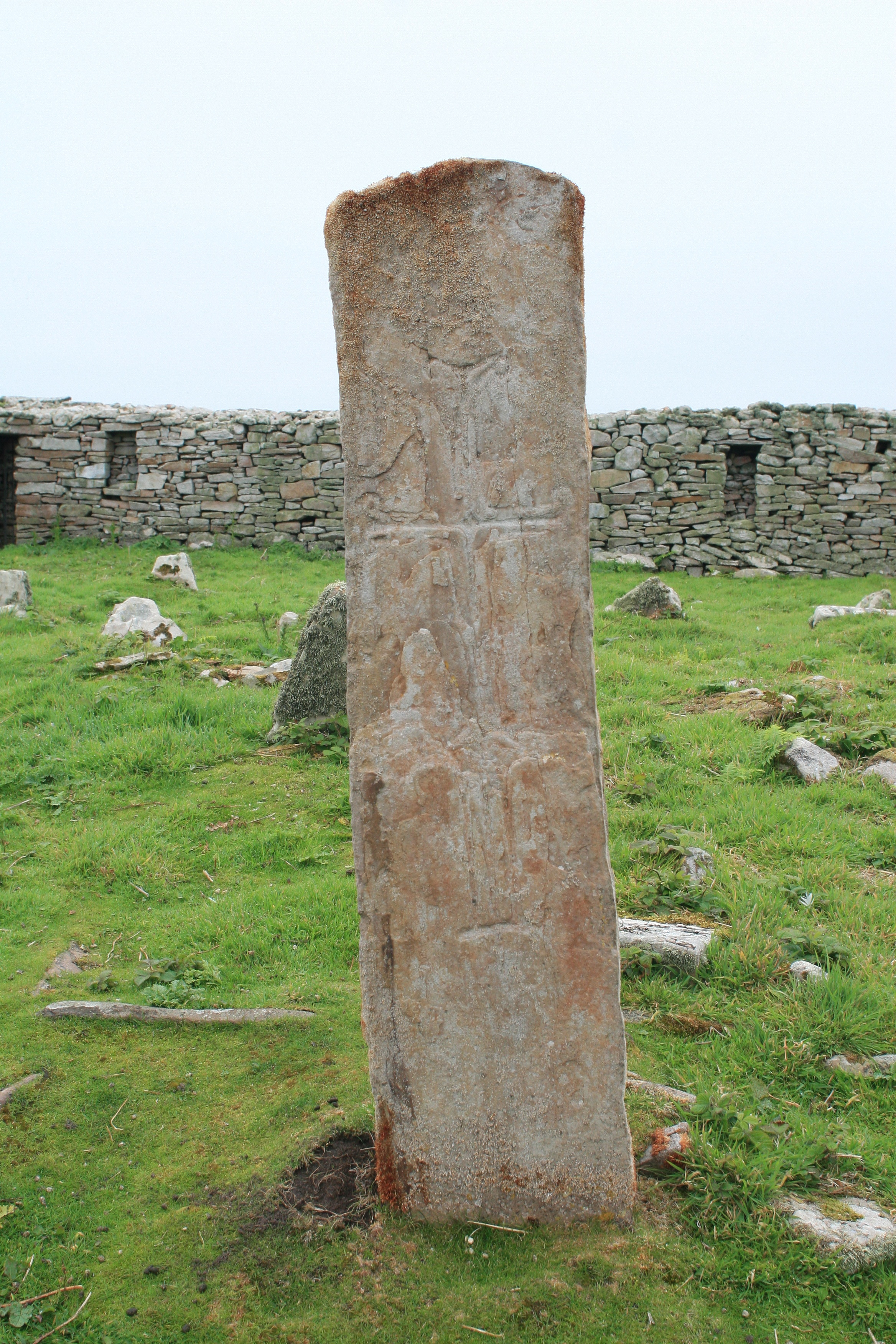
Cross-Slab mit Serifen an den Kreuzenden auf der Nordseite des Teampull Molaise

Eine teilweise über vier Meter hohe Mauer, deren Entstehung unklar ist, umschließt den 55 × 42 Meter großen, in vier Bereiche aufgeteilten Bezirk. Im größten Bereich liegt Teampull na bFhear (die Kirche der Männer). Eine Kirche mit Anten und einem flachen (vorromanischem) Türsturz. Hier liegt auch Teach Molaise, eine kleine primitive Kirche mit einem Steindach, ebenfalls gerader Türöffnung und einem rundbogigen Ostfenster. Im nordwestlichen Gehege steht Teampull na Teine, die Kirche des Feuers und eine Bienenkorbhütte. Nordwestlich der Mauer liegen die Frauen-Kirche und ungefähr 50 Steine. Einige von ihnen wurden in der Zeit, als die Insel das Ziel von Wallfahrten war, als Stationen benutzt. Die berühmten gefleckten Fluchsteine (Clocha Breaca) stehen jetzt im Nationalmuseum in Dublin. Das Kloster wurde bereits im Jahre 807 von Wikingern geplündert.
Viele Jahrhunderte lang war die Insel besiedelt, die Bewohner ernährten sich von Fischfang, Algensammeln und der Herstellung von Poteen, einer Art Whisky. Nachdem das Schnapsbrennen mit der Zuckerrationierung im Zweiten Weltkrieg immer schwieriger wurde sowie aufgrund der allgemein harten Lebensumstände verließen 1948 die letzten sechs Familien mit insgesamt 46 Personen die Insel und siedelten an die Küste von Sligo über.
Heute ist Inishmurray eine Vogelschutzinsel (insbesondere für Nonnengänse), die man nicht im regulären Bootsbetrieb erreichen kann.